# 임실 학정리 석불
임실 학정리 석불(任實 鶴亭里 石佛)은 대한민국 전북특별자치도 임실군에 있는 석불이다. 1979년 12월 27일 전라북도의 유형문화재 제87호로 지정되었다.

## 참고 자료
- 학정리석불 - 국가유산청 국가유산포털